# Dąmbscy herbu Godziemba

Herb Godziemba

Dąmbscy z Lubrańca (z Dąbia) herbu Godziemba – polska rodzina szlachecka wywodzącą się z Kujaw. W 1444 r. Bernard z Małej Kłobi nabył za 800 grzywien wieś Dąbie k. Lubrańca. Według Adama Bonieckiego od XVII w. Dąmbscy zaczęli używać tytułu hrabiowskiego, który został potwierdzony 1819 i 1826 r. w Prusach, a w 1824 r. w Królestwie Polskim. Z czasem wyodrębniły się dwie główne linie Dąmbskich - linia starsza (tradycyjnie określona jako hrabiowska) i linia młodsza (z czasem osiadła w Małopolsce).

## Przedstawiciele
- Aleksander Dąmbski (ur. 1868, zm. 1932) – polski ziemianin, poseł na Sejm Krajowy Galicji X kadencji
- Andrzej Dąmbski (zm. 1734) – wojewoda brzeskokujawski
- Antoni Józef Dąmbski (ur. 1706, zm. 1771) – wojewoda brzeskokujawski
- Gustaw Dąmbski (ur. 1799, zm. 1863) – powstaniec, poseł na sejm berliński
- Jan Chrzciciel Dąmbski (ur. 1731, zm. 1812) – generał
- Jan Ignacy Dąmbski (ur. 1740, zm. 1826) – konfederat barski
- Kazimierz Józef Dąmbski (ur. 1701, zm. 1765) – wojewoda sieradzki
- Ludwik Karol Dąmbski (ur. 1731, zm. 1783) – wojewoda brzeskokujawski
- Paweł Dąmbski (zm. 1783) – kasztelan brzesko-kujawski
- Stanisław Dąmbski (ur. 1724, zm. 1802) – starosta dybowski
- Stanisław Dąmbski (zm. 1809) – wojewoda brzeskokujawski
- Stanisław Kazimierz Dąmbski (zm. 1700) – biskup kujawski
- Tomasz Dąmbski (zm. 1829) – członek stanów Galicyjskich
- Wojciech Andrzej Dąmbski (ur. 1676, zm. 1725) – marszałek nadworny koronny, od 1712 saski hrabia na Lubrańcu
- Zygmunt Dąmbski (zm. 1704) – wojewoda brzeskokujawski